# Goniothalamus caloneurus
Goniothalamus caloneurus este o specie de plante din genul Goniothalamus, familia Annonaceae, descrisă de Friedrich Anton Wilhelm Miquel. Conform Catalogue of Life specia Goniothalamus caloneurus nu are subspecii cunoscute.